# Edward Curtis (polityk)
Edward Curtis (ur. 25 października 1801 w Windsor, zm. 2 sierpnia 1856 w Nowym Jorku) – amerykański polityk, członek Partii Wigów.

## Działalność polityczna
W okresie od 4 marca 1837 do 3 marca 1841 przez dwie kadencje był przedstawicielem 3. okręgu wyborczego (miejsce B) w stanie Nowy Jork w Izbie Reprezentantów Stanów Zjednoczonych.